# Инка Гарсиласо де ла Вега
И́нка Гарсила́со де ла Ве́га (исп. Inca Garcilaso de la Vega) (имя при крещении — Го́мес Суа́рес де Фигеро́а (исп. Gómez Suárez de Figueroa); 12 апреля 1539, Куско, Перу — 23 апреля 1616, Кордова, Испания) — перуанский писатель и историк. Автор книг «Подлинные комментарии» и «Всеобщая история Перу», известных под общим названием «Comentarios reales de los incas» (дословно — «Подлинные комментарии инков»), в русском переводе — «История государства инков». Перу Гарсиласо принадлежит также книга «Флорида».

## Происхождение
Отец, дон Себастьян Гарсиласо де ла Вега, служил губернатором и верховным судьёй Куско. Мать — Палла Чимпу Укллу (Palla Chimpu Uqllu), в крещении — донья Исабель Суарес Чимпу Оклло (исп. Isabel Suárez Chimpu Ocllo), была индианкой — Нюста, племянницей Сапа Инки Уайна Капака. Отец Гомеса впоследствии женился на испанке донье Луисе Мартель.
Гомес взял себе имя отца, хотя и не имел на это законного права, поскольку в то время браки между европейцами и индейцами не признавались. Также, будучи незаконнорождённым, он не имел права прибавлять себе имя «Инка». Тем не менее, большинство исследователей признают его настоящим потомком родов Инка и де ла Вега.
Гарсиласо де ла Вега не скрывал, что был метисом, и гордился своим происхождением. Поэтому его иногда называют «первым латиноамериканцем».

## Биография
Первые двадцать лет своей жизни Гарсиласо де ла Вега провёл в Куско. Все его родственники по материнской линии принадлежали к инкской знати: от них Гарсиласо узнал об истории империи инков, об обычаях и религии своих предков, а также язык инков — кечуа. Середина XVI века была отмечена чередой восстаний в Латинской Америке. Себастьян Гарсиласо был заподозрен в измене и был лишён титула губернатора Куско. Перед смертью в 1559 году он завещал сыну 4 тысячи песо, чтобы тот получил образование в Испании.
В 1560 году Инка Гарсиласо прибыл в Испанию, где поселился в Монтилье, изучал там латынь. Пытаясь оправдать имя отца, он отправился в Мадрид, где хотел заручиться патронажем короля, но это ему не удалось. Он пошёл на военную службу. В августе 1570 года Гарсиласо получил звание «капитана Его Величества» за участие в подавлении Альпухарского восстания морисков в Альпухаррах, однако это не приносит ему ни славы, ни богатства. Разочарованный, Инка Гарсиласо подумывал о том, чтобы вернуться в Америку, однако после подавления восстания Тупак Амару (1572) находиться в Перу потомку Инков стало опасно, и Инка Гарсиласо остался в Испании.
В Монтилье Инка Гарсиласо перевёл с итальянского языка «Письма любви» Леона Эбрео. В 1588 году его дядя Алонсо де Варгас завещал ему богатое наследство, которое позволило Инке Гарсиласо перебраться в Кордову. Там он опубликовал сочинение «Флорида» (1605), в котором вернулся к теме Нового Света. «Флорида» явилась результатом общения Инки Гарсиласо с Гонсало Сильвестре — ветераном конкистадорского похода в Юго-Восточной Америке. Во «Флориде» коренное население Америки предстаёт перед читателем в образе благородных язычников, на манер древних греков или римлян.
В 1609 году Инка Гарсиласо опубликовал первую часть «Подлинных комментариев инков», в которых повествовалось об истории исчезнувшего государства, его религии, традициях и природе Перу. Вторая часть «Подлинных комментариев» посвящена завоеванию инков испанцами. При составлении этой части Гарсиласо пользовался многими трудами испанских авторов, в частности Франсиско Лопеса де Гомара.
В последние годы жизни Инка Гарсиласо получил сан священника, занимался благотворительностью и усыновил незаконнорождённого ребёнка (Диего де Варгаса). Помимо этого он не терял надежды получить признание королевского двора и занимался изданием своих книг. 
Скончался он в возрасте 77 лет 23 апреля 1616 года — в один день календаря с Сервантесом (автором «Дон Кихота») и Шекспиром. Однако следует учитывать, что Испанская империя в то время жила по Григорианскому календарю, в то время как в Англии тогда был принят юлианский календарь.
Похоронен в кафедральном соборе Кордовы. В его честь в 1950 году был назван главный стадион города Куско.

## «Подлинные комментарии инков»
Главный труд Инка Гарсиласо де ла Вега является одним из основных источников по истории государства инков. Несмотря на обилие приводимых легенд, подлинность большинства описаний в «Комментариях» признаётся исследователями. Рассказывая о религии древнего Перу, Гарсиласо де ла Вега утверждает, что инки не приносили человеческих жертв, молились «невидимому богу» Пача Камаку, признавали бессмертие души и воскрешение. Тем самым он хотел увязать языческие верования инков с христианством.
В равной степени преданный обеим своим родинам, Инка Гарсиласо с гордостью рассказывал о достижениях инков: об эффективной административной системе, принятой в Тауантинсуйу, о гуманизме императоров инков и стойкости своего народа. В целом, одобряя действия испанских конкистадоров по насаждению христианства, он порицает испанцев за жестокое обращение с коренным населением Перу, выступает против расовой дискриминации коренного населения Америки и беспощадной эксплуатации её природных богатств:

«И хотя земля [Перу] была так богата и так изобиловала золотом, и серебром, и драгоценными камнями, как об этом известно всему миру, её уроженцы — самые бедные и нищие люди во вселенной». 
(Комментарии, 8, XXIV)
После подавления в 1780 году восстания Тупака Амару II «Комментарии» были запрещены к печати на территории Перу особым эдиктом Карла III Испанского по причине «опасного содержания». Вплоть до 1918 года «Комментарии» не издавались в Северной и Южной Америке и распространялись подпольно.
Сочинения Инки Гарсиласо де ла Веги, особенно в части административного и экономического устройства Тауантинсуйу, испытывали влияние творчества первых социал-утопистов, в том числе Томмазо Кампанеллы и Томаса Мора.

### Первые издания
- Ynca Garcilasso de la Vega. Primera parte de los comentarios reales, que tratan del orígen de los Incas, reyes que fueron del Perú, de su idolatría, leyes y gobierno, en paz y en guerra; de sus vidas y conquistas, y de todo lo que fue aquel imperio y su república antes que los españoles pasáran :  [исп.]. — Lisboa : Pedro Crasbeeck, 1609. — 264, [10] h., [1] h. — Назв. на рус. яз.: [Первая часть подлинных комментариев, рассказывающих о происхождении инков, которые были королями Перу, об их идолопоклонстве, законах и правлении на войне и в мире; об их жизни и завоеваниях и обо всем том, чем была та империя и их государство до того, как пришли в нее испанцы[9]]. Место хранения: Национальная библиотека Испании. R/599, R/30774, R/23946[10].
- Ynca Garcilasso de la Vega. Historia general del Peru, trata el descubrimiento del; y como lo ganaron los Españoles. Las guerras civiles que hubo entre Piçarros, y Almagros, sobre la partija de la tierra. Castigo y leuantamieto de tiranos: y otros sucesos particulares que en la Historia se contienen :  [исп.]. — Córdova : Andrés Barrera y à su costa, 1616. — 300, [8] h., [6] h. — Место хранения: Национальная библиотека Испании. R/24420[11].

## Сочинения
- Инка Гарсиласо де ла Вега. История государства инков / перевод со староисп. В. А. Кузьмищев ; отв. ред. Ю. В. Кнорозов. — Л. : Наука, 1974. — (Литературные памятники).